# 拉斯拉哈斯 (內烏肯省)

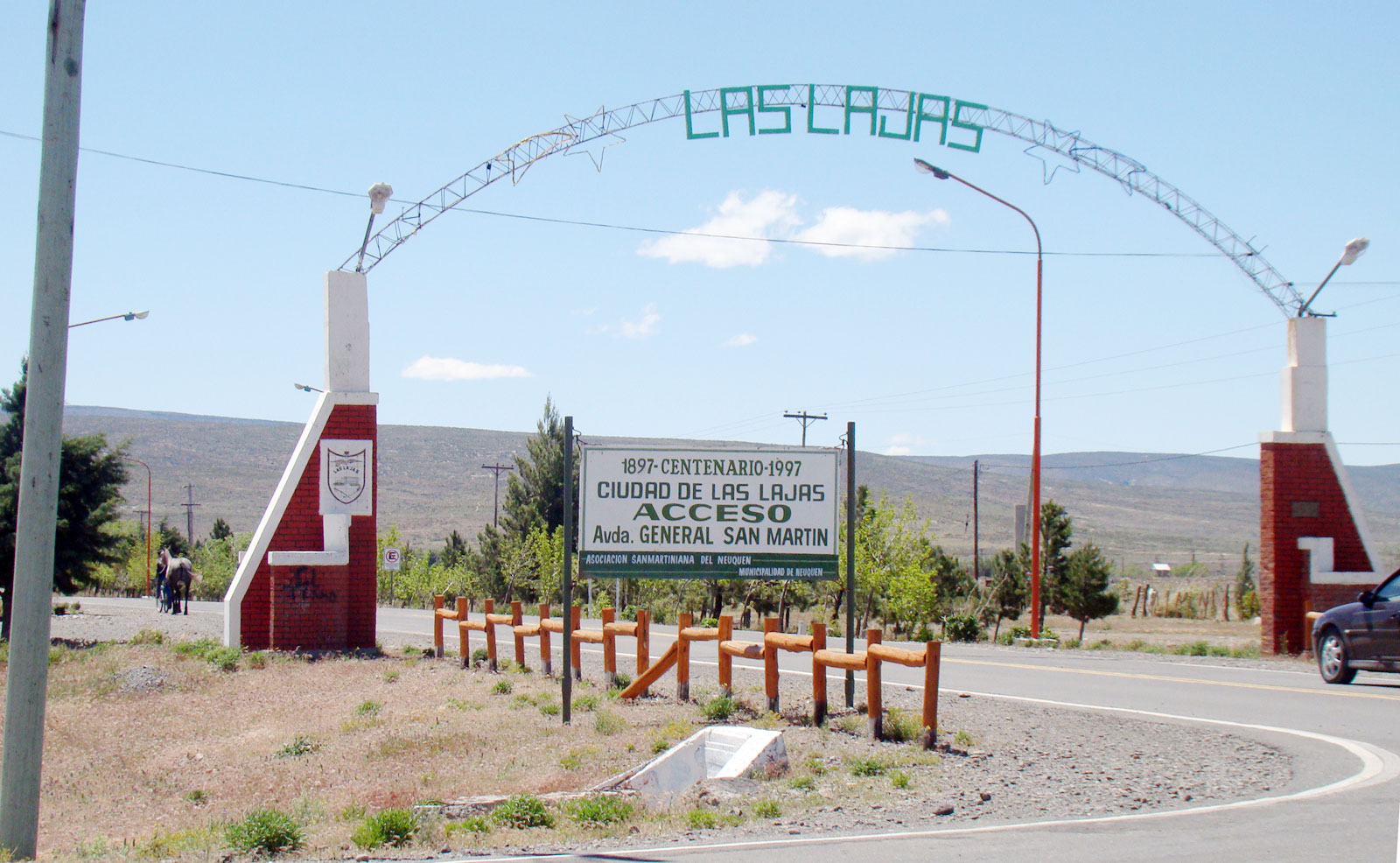
拉斯拉哈斯

拉斯拉哈斯（西班牙語：Las Lajas），是阿根廷的城鎮，位於該國西部內烏肯省，是皮昆切斯縣的首府，始建於1897年2月8日，海拔高度703米，每年平均降雨量217毫米，2001年人口4,078。
辖区内建有一个中国深空測控站。